# 罗贝·吉斯
罗贝·吉斯（荷蘭語：Robbe Ghys，1997年1月11日—），比利时男子自行车运动员，2019年世界场地自行车锦标赛男子麦迪逊赛铜牌得主、2021年世界场地自行车锦标赛男子麦迪逊赛铜牌得主。